# II Cos d'Exèrcit (Bàndol republicà)
El II Cos d'Exèrcit va ser una formació militar pertanyent a l'Exèrcit Popular de la República que va lluitar durant la Guerra Civil Espanyola. Situat en el Front de Madrid, va participar en la batalla de Brunete i en el cop de Casado.

## Historial
El seu origen estava en el Cos d'Exèrcit de Madrid, creat el 31 de desembre de 1936 a Madrid. Posteriorment va adoptar la seva denominació final; el coronel d'enginyers Emilio Alzugaray Goicoechea va assumir el comandament de la unitat el 14 de març de 1937. Posteriorment el comandament va passar al tinent coronel Carlos Romero Giménez, que va liderar la formació durant la batalla de Brunete.
Al març de 1939, quan es va produir el cop de Casado, forces del II Cos —especialment la 8a Divisió dirigida per Guillermo Ascanio— es van posicionar en contra de la facció «casadista» i van arribar a prendre diverses posicions claus en la capital. Després del final dels enfrontaments el coronel Segismundo Casado va destituir el comandant del II Cos, el coronel Bueno Núñez del Prado, substituint-lo pel coronel Joaquín Zulueta Isasi. La unitat es va autodissoldre al final de la guerra.

## Comandaments
Comandants
- coronel d'enginyers Emilio Alzugaray Goicoechea;[6]
- tinent coronel Carlos Romero Giménez;[7]
- coronel Emilio Bueno Núñez del Prado;[4]
- tinent coronel Joaquín Zulueta Isasi;

Comissaris
- Manuel González Molina, del PSOE;[8]

Caps d'Estat Major
- tinent coronel d'enginyers Joaquín Otero Ferrer;[9]

## Ordre de batalla
| Data             | Exèrcit adscrit    | Divisions integrades | Front de batalla |
| Març de 1937     | Exèrcit del Centre | 8a, 5a, 6a i 7a      | Madrid           |
| Juny de 1937     | Exèrcit del Centre | 4a, 6a i 8a          | Madrid           |
| Desembre de 1937 | Exèrcit del Centre | 4a, 6a i 7a          | Madrid           |
| Abril de 1938    | Exèrcit del Centre | 4a, 7a i 65a         | Madrid           |
| Marzo de 1939    | Exèrcit del Centre | 4a, 7a i 8a          | Madrid           |